# Рафаел Кореа
Рафаел Висенте Кореа Делгадо (шп. Rafael Correa; Гвајакил, 6. април 1963) бивши је председник Републике Еквадор, и председник Уније јужноамеричких народа. Школовао се у Еквадору, Белгији и Сједињеним Државама. Кратко је био министар финансија 2005. године. Изабран је за председника Еквадора 2006. године, а функцију преузео у јануару 2007. године. У децембру 2008. године, прогласио је национални дуг неважећим јер је направљен од стране претходног корумпирано-деспотског режима. За други мандат изабран је у априлу 2009. године.
Кореа је рођен у Гвајакилу и дипломирао је економију на Католичком универзитету 1987. године. На Католичком универзитету у Лоувену у Белгији, магистрирао је 1991. године, а докторирао 2001. године на Универзитету Илиноис. 
Године 2005, Кореа постаје министар економије и финансија у влади председника Алфреда Пачека. За тих четири месеца залаже се за смањење сиромаштва и већу економску независност. Кореа је био противник слободног трговинског споразума, и залагао се за боље повезивање Еквадора са другим земљама Латинске Америке. Након одбијања Светске банке да Еквадору потврди кредит, подноси оставку на место министра. 

## Председничка кампања 2006.
На почетку председничке кампање 2006. године, Рафаел Кореа оснива Алијансу PAIS (Поносна и суверена отаџбинска алијанса). Овај покрет пропагирао је политички суверенитет, регионалне интеграције и економску обнову. 
На изборима 15. октобра 2006. године, Кореа осваја друго место иза тајкуна Алвара Нобое. Ипак у другом кругу 26. новембра осваја 56,67% гласова. Власт преузима у јануару 2007. године.
У економској политици, Кореа позива на реформисање нафтне индустрије, укључујући и већи удео добити од нафте у социјалне програме за сиромашне Еквадорце. Оптужио је и стране нафтне компаније за кршење прописа о заштити животне средине. 
Такође, критиковао је неолибералну политику бивших председника, посебно Џамила Махуада и увођење америчког долара као званичне валуте 2000. године.

## Прво председништво 2007—08
Рафаел Кореа званично је постао 56. председник Еквадора, 15. јануара 2007. године. Његовој инаугурацији присуствовала је већина регионалних лидера, као и ирански председник и шпански престолонаследник.
Кореа позива на ревизију 10,2 милијарде долара спољног дуга Еквадора, пратећи пример председника Аргентине Нестора Киршнера. У свом инаугурацијском говору казао је да је већи део дуга направљен незаконито од стране војног режима.

## Тензије са Колумбијом
Кореа је 2008. године опозвао амбасадора из Боготе, и наредио да војска запоседне границу са Колумбијом. Колумбијска полиција пронашла је документе које повезују Кореу и побуњенике из ФАРК-а. Кореа је одбацио оптужбе, називајући их лажима. У марту 2008. године, Кореа и венецуелански председник Уго Чавес изнели су озбиљне оптужбе на рачун колумбијске владе због упада колумбијске војске у Еквадор. Колумбија се извинила на самиту Рио групе у Санто Домингу, па је тако дипломатска криза превазиђена. Тренутно, не постоје дипломатске везе између Еквадора и Колумбије.

## Дипломатске везе са Ираном
Еквадор и Иран, обновили су дипломатске односе, у првој години Кореиног мандата. Кореа је посетио Техеран у децембру 2008. године и потписао више споразума.

## Други мандат 2009—
Рафаел Кореа је реизабран у други мандат у априлу 2009. године. То је био први пут за тридесет година да земља добије реизабраног председника. Његова странка такође је освојила већину места у Скупштини, али не и потребну већину.
Кореа је други мандат започео 10. августа 2009. године на двестогодишњицу еквадорске државности. Инаугурацији су присуствовали, председница Аргентине Кристина Киршнер, председник Боливије Ево Моралес, председник Кубе Раул Кастро и председник Венецуеле Уго Чавез.

## Случај Асанж
Кореа је у јулу 2012. године изјавио поводом подношења захтева за азил оснивача Викиликса Џулијана Асанжа, да ће Еквадор донети суверену одлуку без обзира на притиске других земаља. Асанж се од јуна месеца налази у амбасади Еквадора у Лондону где је поднео захтев за азил како би избегао изручење Шведској.